# 낙산성곽동길
낙산성곽동길(駱山城郭東길, Naksanseonggwakdong-gil)은 서울특별시 종로구 창신동 668-61에서 창신동 615-263까지를 잇는 도로다. 도로명은 낙산 일대의 한양도성 동쪽을 따라 지나는 길이라 유래하였다.

## 연혁
- 1994년 5월 1일: 현재의 낙산성곽길 분기 지점~낙산성곽길 합류 지점 간 개통[1]
- 2010년 10월 15일:  종로구 도로명 주소 고시

## 주요 경유지
서울특별시
- 종로구 (창신동)

## 노선
| 교차로 | 접속 노선  | 소재지 | 소재지    | 비고             |
| ------ | ---------- | ------ | --------- | ---------------- |
|        | 낙산성곽길 | 종로구 | 창신제2동 | 교차로 이름 없음 |
|        | 창신길     | 종로구 | 창신제2동 | 교차로 이름 없음 |

## 주요 건물 및 시설
- 성터교회 (서울특별시 종로구 낙산성곽동길 26)
- 지장암 (서울특별시 종로구 낙산성곽동길 57-2)
- 영은주택 (서울특별시 종로구 낙산성곽동길 59)
- 인아빌라 (서울특별시 종로구 낙산성곽동길 62)
- 대유빌라 (서울특별시 종로구 낙산성곽동길 64)
- 구립창이어린이집 (서울특별시 종로구 낙산성곽동길 67)
- 창인경로당 (서울특별시 종로구 낙산성곽동길 70-3)